# Primera División (Mexiko) 2006/07

Ticket des mexikanischen Superklassikers zwischen América und Guadalajara, der in der Saison 2006/07 insgesamt sechsmal ausgetragen wurde.

Die Saison 2006/07 begann am 5. August 2006 mit insgesamt sechs Begegnungen. Darunter war ein 3:0-Erfolg der Tiburones Rojos gegen die Gallos Blancos, der Veracruz zum ersten Tabellenführer der Saison machte. Die drei letzten Begegnungen der Punktspielrunde wurden am 29. April 2007 ausgetragen und endeten alle mit einem Heimsieg ohne Gegentor. Das letzte Spiel der Saison war das zweite Finalspiel um die Clausura zwischen Pachuca und América (1:1), das am 27. Mai 2007 ausgetragen wurde.
Das torreichste Spiel fand am 23. September 2006 (10. Spieltag der Apertura) zwischen Morelia und Cruz Azul (4:4) statt. Sieben Treffer waren bereits in der ersten Halbzeit gefallen und sorgten für einen 4:3-Pausenstand der Heimmannschaft.
Der jeweils höchste Heim- und Auswärtssieg der Apertura und Clausura wurde in den folgenden Spielen erzielt:
- Toluca – Tigres 7:0 am 16. September 2006 (9. Spieltag der Apertura)
- Morelia – Veracruz 5:0 am 14. Februar 2007 (5. Spieltag der Clausura)
- Tecos UAG – Atlas 1:6 am 13. August 2006 (2. Spieltag der Apertura)
- Veracruz – Pachuca 0:5 am 31. März 2007 (13. Spieltag der Clausura)

Meister der Apertura 2006 wurde der Club Deportivo Guadalajara, der in der Gesamttabelle der Saison den vierten Rang belegte. Meister der Clausura 2007 wurde der CF Pachuca, die punktbeste Mannschaft der gesamten Saison.
Insgesamt gab es 306 Punktspiele, 27 Spiele in der Liguilla, der spanischen Bezeichnung für die Play-Offs, und acht Begegnungen im Rahmen der Repechaje, somit also insgesamt 341 Spiele um die beiden Meisterschaften.
Die meisten Spiele (46) absolvierte die Mannschaft von Chivas Guadalajara, die die Apertura 2006 gewann und in der Clausura 2007 bis ins Halbfinale vorstieß. Neben den 34 Punktspielen absolvierte sie zwei Begegnungen in der Repechaje (Apertura) und insgesamt zehn Spiele in der Liguilla (sechs in der Apertura und vier in der Clausura).
Ein weiterer interessanter Aspekt der Saison 2006/07 ist die Tatsache, dass es insgesamt sechsmal zum Superklassiker zwischen América und Chivas Guadalajara kam. Neben der Punktspielrunde, die die beiden Rivalen jeweils mit einem Heimsieg beendet hatten (Guadalajara gewann 2:0, América mit 1:0), begegneten sie sich in den Halbfinalspielen sowohl um die Apertura (wo sich Guadalajara mit 2:0 und 0:0 durchsetzte) als auch um die Clausura (in denen América mit zwei 1:0-Erfolgen die Oberhand behielt).
Die im Vorjahr abgestiegene Mannschaft der Dorados de Sinaloa wurde durch den Aufsteiger Querétaro FC ersetzt, der jedoch umgehend wieder abstieg und in der Saison 2007/08 durch den Aufsteiger Puebla FC ersetzt wurde.

## Die Punktspielrunde
In der (die Repechaje und die Liguilla nicht berücksichtigenden) regulären Saison war das 1:0 das häufigste Ergebnis. Es kam insgesamt 59 Mal vor und war sowohl das häufigste Heim- (38 Mal) als auch das häufigste Auswärtssiegergebnis (21 Mal).
Am häufigsten mit 1:0 gewonnen hat San Luis (insgesamt achtmal, davon sechsmal auf eigenem Platz), während die Tecos kein einziges Spiel mit diesem Ergebnis gewannen. Am häufigsten mit 0:1 verloren hat Santos Laguna (insgesamt siebenmal, davon fünfmal auswärts), während Pachuca kein einziges Spiel mit 0:1 verlor.
Das zweithäufigste Ergebnis war das 2:1, das 48 Mal erzielt wurde und sich in 36 Heim- und 12 Auswärtssiege unterteilt. Dahinter folgen das 41 Mal erzielte 1:1 und das 40 Mal erzielte 2:0, das sich in 29 Heim- und 11 Auswärtserfolge unterteilt.
In den insgesamt 306 Punktspielen fielen 777 Tore, was einem Schnitt von 2,54 entspricht. 480 Tore (im Schnitt 1,57) wurden von den Heimmannschaften erzielt und 297 Tore (durchschnittlich 0,97) von den Auswärtsmannschaften.

## Tabellen zur Saison 2006/07

### Gesamtjahrestabelle 2006/07
| Pl. | Verein              | Sp. | S  | U  | N  | Tore    | Diff. | Punkte |
| --- | ------------------- | --- | -- | -- | -- | ------- | ----- | ------ |
| 1.  | CF Pachuca          | 34  | 19 | 8  | 7  | 068:340 | +34   | 65     |
| 2.  | Club América        | 34  | 17 | 8  | 9  | 047:300 | +17   | 59     |
| 3.  | CD Cruz Azul        | 34  | 17 | 7  | 10 | 049:370 | +12   | 58     |
| 4.  | Chivas Guadalajara  | 34  | 16 | 9  | 9  | 053:320 | +21   | 57     |
| 5.  | CF Atlas            | 34  | 14 | 10 | 10 | 045:360 | +9    | 52     |
| 6.  | UNAM Pumas          | 34  | 11 | 16 | 7  | 040:290 | +11   | 49     |
| 7.  | Deportivo Toluca    | 34  | 10 | 16 | 8  | 042:330 | +9    | 46     |
| 8.  | CF Monterrey        | 34  | 12 | 10 | 12 | 044:440 | ±0    | 46     |
| 9.  | Monarcas Morelia    | 34  | 14 | 3  | 17 | 047:510 | −4    | 45     |
| 10. | Club San Luis       | 34  | 13 | 8  | 13 | 035:350 | ±0    | 47     |
| 11. | Atlante FC          | 34  | 12 | 8  | 14 | 040:470 | −7    | 44     |
| 12. | Jaguares de Chiapas | 34  | 11 | 9  | 14 | 035:420 | −7    | 42     |
| 13. | UAG Tecos           | 34  | 9  | 11 | 14 | 052:580 | −6    | 38     |
| 14. | CD Veracruz         | 34  | 11 | 5  | 18 | 037:640 | −27   | 38     |
| 15. | Querétaro FC        | 34  | 9  | 13 | 12 | 035:450 | −10   | 40     |
| 16. | UANL Tigres         | 34  | 9  | 10 | 15 | 031:570 | −26   | 37     |
| 17. | Necaxa              | 34  | 8  | 11 | 15 | 037:520 | −15   | 35     |
| 18. | Santos Laguna       | 34  | 7  | 12 | 15 | 040:510 | −11   | 33     |

### Die Heim- und Auswärtstabellen
In diesen Tabellen bleiben die drei Strafpunktabzüge von Querétaro und San Luis unberücksichtigt.
| Pl. | Verein              | Sp. | S  | U | N | Tore    | Diff. | Punkte |
| --- | ------------------- | --- | -- | - | - | ------- | ----- | ------ |
| 1.  | Club América        | 17  | 12 | 4 | 1 | 033:110 | +22   | 40     |
| 2.  | CF Monterrey        | 17  | 12 | 3 | 2 | 033:150 | +18   | 39     |
| 3.  | Monarcas Morelia    | 17  | 12 | 3 | 2 | 033:170 | +16   | 39     |
| 4.  | CF Pachuca          | 17  | 10 | 5 | 2 | 037:130 | +24   | 35     |
| 5.  | Chivas Guadalajara  | 17  | 10 | 5 | 2 | 030:120 | +18   | 35     |
| 6.  | CF Atlas            | 17  | 10 | 4 | 3 | 026:130 | +13   | 34     |
| 7.  | CD Cruz Azul        | 17  | 10 | 5 | 2 | 025:160 | +9    | 35     |
| 8.  | Club San Luis       | 17  | 10 | 1 | 6 | 021:130 | +8    | 31     |
| 9.  | UAG Tecos           | 17  | 8  | 5 | 4 | 031:240 | +7    | 29     |
| 10. | Querétaro FC        | 17  | 7  | 8 | 2 | 023:160 | +7    | 29     |
| 11. | UANL Tigres         | 17  | 7  | 8 | 2 | 022:180 | +4    | 29     |
| 12. | UNAM Pumas          | 17  | 7  | 7 | 3 | 025:130 | +12   | 28     |
| 13. | Deportivo Toluca    | 17  | 7  | 7 | 3 | 028:180 | +10   | 28     |
| 14. | Atlante FC          | 17  | 8  | 4 | 5 | 024:190 | +5    | 28     |
| 15. | Jaguares de Chiapas | 17  | 7  | 6 | 4 | 023:160 | +7    | 27     |
| 16. | CD Veracruz         | 17  | 8  | 3 | 6 | 025:230 | +2    | 27     |
| 17. | Santos Laguna       | 17  | 5  | 9 | 3 | 020:150 | +5    | 24     |
| 18. | Necaxa              | 17  | 6  | 3 | 8 | 021:250 | −4    | 21     |

| Pl. | Verein              | Sp. | S | U | N  | Tore    | Diff. | Punkte |
| --- | ------------------- | --- | - | - | -- | ------- | ----- | ------ |
| 1.  | CF Pachuca          | 17  | 9 | 3 | 5  | 031:210 | +10   | 30     |
| 2.  | CD Cruz Azul        | 17  | 7 | 5 | 5  | 024:210 | +3    | 26     |
| 3.  | Chivas Guadalajara  | 17  | 6 | 4 | 7  | 023:200 | +3    | 22     |
| 4.  | UNAM Pumas          | 17  | 4 | 9 | 4  | 015:160 | −1    | 21     |
| 5.  | Club América        | 17  | 5 | 4 | 8  | 014:190 | −5    | 19     |
| 6.  | Deportivo Toluca    | 17  | 3 | 9 | 5  | 014:150 | −1    | 18     |
| 7.  | CF Atlas            | 17  | 4 | 6 | 7  | 019:230 | −4    | 18     |
| 8.  | Club San Luis       | 17  | 3 | 7 | 7  | 014:220 | −8    | 16     |
| 9.  | Atlante FC          | 17  | 4 | 4 | 9  | 016:280 | −12   | 16     |
| 10. | Jaguares de Chiapas | 17  | 4 | 3 | 10 | 012:260 | −14   | 15     |
| 11. | Necaxa              | 17  | 2 | 8 | 7  | 016:270 | −11   | 14     |
| 12. | Querétaro FC        | 17  | 2 | 5 | 10 | 012:290 | −17   | 11     |
| 13. | CD Veracruz         | 17  | 3 | 2 | 12 | 012:410 | −29   | 11     |
| 14. | UAG Tecos           | 17  | 1 | 6 | 10 | 021:340 | −13   | 09     |
| 15. | Santos Laguna       | 17  | 2 | 3 | 12 | 020:360 | −16   | 09     |
| 16. | UANL Tigres         | 17  | 2 | 2 | 13 | 009:390 | −30   | 08     |
| 17. | CF Monterrey        | 17  | 0 | 7 | 10 | 011:290 | −18   | 07     |
| 18. | Monarcas Morelia    | 17  | 2 | 0 | 15 | 014:340 | −20   | 06     |

### Kreuztabelle zur Saison 2006/07
Die Kreuztabelle stellt die Ergebnisse aller Spiele dieser Saison dar. Der Name der Heimmannschaft ist in der linken Spalte, das Logo bzw. ein Kürzel der Gastmannschaft in der oberen Zeile aufgelistet.
| 2006/07             | CF Pachuca | AME | CD Cruz Azul | Deportivo Guadalajara | CF Atlas | UNAM Pumas | Deportivo Toluca | CF Monterrey | Monarcas Morelia | Club San Luis | CF Atlante | JAG | UAG Tecos | CD Veracruz | Querétaro FC | UANL Tigres | Necaxa | Santos Laguna |
| ------------------- | ---------- | --- | ------------ | --------------------- | -------- | ---------- | ---------------- | ------------ | ---------------- | ------------- | ---------- | --- | --------- | ----------- | ------------ | ----------- | ------ | ------------- |
| CF Pachuca          |            | 1:0 | 2:3          | 1:2                   | 4:2      | 0:0        | 3:1              | 4:0          | 2:0              | 3:0           | 2:2        | 3:0 | 5:2       | 0:0         | 0:0          | 5:0         | 1:1    | 1:0           |
| Club América        | 3:1        |     | 0:0          | 1:0                   | 0:1      | 2:0        | 1:1              | 1:1          | 2:1              | 4:1           | 1:0        | 4:1 | 2:1       | 5:1         | 2:0          | 1:1         | 2:1    | 2:0           |
| CD Cruz Azul        | 3:2        | 1:2 |              | 1:2                   | 2:1      | 0:1        | 0:0              | 2:0          | 3:2              | 0:1           | 2:1        | 1:0 | 1:0       | 4:2         | 0:0          | 3:0         | 1:2    | 1:0           |
| Chivas Guadalajara  | 0:1        | 2:0 | 2:3          |                       | 3:1      | 0:0        | 1:1              | 1:1          | 2:1              | 1:0           | 1:1        | 1:0 | 2:2       | 4:0         | 2:0          | 1:0         | 4:0    | 3:1           |
| CF Atlas            | 1:1        | 2:0 | 1:0          | 0:2                   |          | 1:0        | 0:0              | 2:1          | 2:0              | 0:1           | 1:1        | 0:1 | 4:1       | 3:1         | 2:0          | 2:0         | 2:1    | 3:3           |
| UNAM Pumas          | 1:3        | 1:1 | 0:1          | 0:0                   | 0:0      |            | 0:0              | 3:0          | 1:0              | 1:1           | 0:1        | 2:0 | 2:0       | 3:1         | 3:3          | 5:0         | 1:1    | 2:1           |
| Deportivo Toluca    | 0:2        | 2:2 | 1:1          | 1:0                   | 0:0      | 2:2        |                  | 1:0          | 2:1              | 1:1           | 2:4        | 0:0 | 2:1       | 2:3         | 3:0          | 7:0         | 1:1    | 1:0           |
| CF Monterrey        | 3:1        | 1:0 | 1:2          | 1:1                   | 2:0      | 0:1        | 2:1              |              | 2:0              | 3:2           | 3:0        | 2:0 | 3:2       | 3:0         | 2:2          | 2:1         | 2:2    | 1:0           |
| Monarcas Morelia    | 0:1        | 2:1 | 4:4          | 3:2                   | 1:1      | 2:1        | 2:1              | 1:0          |                  | 1:0           | 3:1        | 2:1 | 2:1       | 5:0         | 2:0          | 0:0         | 0:1    | 3:2           |
| Club San Luis       | 0:3        | 0:1 | 2:0          | 1:0                   | 1:0      | 0:1        | 1:0              | 1:0          | 1:2              |               | 3:0        | 1:0 | 0:2       | 4:0         | 1:0          | 2:0         | 1:1    | 2:3           |
| Atlante FC          | 1:4        | 0:0 | 1:0          | 0:3                   | 0:2      | 1:1        | 2:2              | 2:0          | 2:0              | 1:0           |            | 0:1 | 2:2       | 2:0         | 3:1          | 2:0         | 3:0    | 2:3           |
| Jaguares de Chiapas | 0:1        | 2:0 | 2:2          | 1:0                   | 4:0      | 0:1        | 1:1              | 1:1          | 2:1              | 1:1           | 2:1        |     | 1:1       | 0:2         | 2:0          | 2:3         | 1:0    | 1:1           |
| UAG Tecos           | 3:4        | 0:0 | 1:1          | 2:1                   | 1:6      | 2:2        | 0:0              | 2:0          | 4:0              | 0:0           | 3:1        | 2:3 |           | 3:0         | 0:2          | 2:1         | 2:1    | 4:2           |
| CD Veracruz         | 0:5        | 2:4 | 0:2          | 3:2                   | 0:1      | 2:1        | 0:1              | 0:0          | 1:0              | 2:1           | 0:1        | 3:1 | 1:1       |             | 3:0          | 2:1         | 1:1    | 5:1           |
| Querétaro FC        | 0:0        | 1:0 | 2:1          | 1:1                   | 1:1      | 1:1        | 0:0              | 2:1          | 3:1              | 2:2           | 1:2        | 1:2 | 2:2       | 0:0         |              | 2:1         | 2:0    | 2:1           |
| UANL Tigres         | 2:0        | 1:0 | 0:2          | 0:0                   | 1:1      | 1:1        | 0:2              | 3:3          | 2:1              | 1:1           | 1:0        | 1:1 | 2:1       | 1:0         | 3:2          |             | 1:1    | 2:2           |
| Necaxa              | 3:1        | 1:2 | 0:2          | 2:4                   | 2:1      | 1:1        | 0:2              | 1:1          | 1:3              | 1:2           | 0:0        | 3:1 | 2:1       | 1:2         | 1:2          | 1:0         |        | 1:0           |
| Santos Laguna       | 1:1        | 0:1 | 2:0          | 2:3                   | 1:1      | 1:1        | 2:1              | 2:2          | 2:1              | 0:0           | 3:0        | 0:0 | 1:1       | 1:0         | 0:0          | 0:1         | 2:2    |               |

## Die Liguillas
In den Liguillas (der spanischen Bezeichnung für die Play-offs) der Apertura und Clausura kam es zu insgesamt 14 Begegnungen, die jeweils in Hin- und Rückspielen ausgetragen wurden. Dabei kam es zu insgesamt 27 statt 28 Spielen, weil das Halbfinalrückspiel der Clausura zwischen Cruz Azul und Pachuca wegen Disqualifizierung von Cruz Azul nicht mehr ausgetragen wurde. Die insgesamt 27 Spiele der Liguilla waren zwischen den Heim- und Auswärtsteams absolut ausgeglichen (je 8 Siege der Heim- und Auswärtsmannschaften bei 11 Remis und einem Torverhältnis von 35:34 aus Sicht der Heimmannschaften). Insgesamt fielen somit 69 Tore, was einem Schnitt von 2,56 Toren entspricht (und aus Sicht der Heimmannschaft bei 1,30 zu 1,26 liegt).
Häufigste Ergebnisse der Liguillas waren das 1:0 und 1:1, die je sechsmal erzielt wurden. Dabei teilte sich das 1:0 in je drei Heim- und Auswärtserfolge.
Der höchste Sieg in den Liguillas gelang dem Club América gegen Atlas Guadalajara (4:1 im Viertelfinale der Clausura 2007), die beiden torreichsten Spiele endeten 3:3 und kamen zwischen denselben Gegnern zustande: im Viertelfinale der Apertura 2006 im Aztekenstadion sowie im Viertelfinale der Clausura 2007 im Estadio Jalisco. In beiden Vergleichen konnte sich América (in der Apertura mit 3:1 und 3:3, in der Clausura mit 3:3 und 4:1) durchsetzen. Zweimal kam es auch zur Begegnung zwischen América und seinem Erzrivalen Chivas, der anderen Mannschaft aus Guadalajara. Sie fand jeweils im Halbfinale statt, wobei Guadalajara sich (mit 2:0 und 0:0) in der Apertura durchsetzte und América (mit zwei 1:0-Erfolgen) in der Clausura.
Von den 18 Mannschaften der Punktspielrunde gelang insgesamt elf Mannschaften die Qualifikation für die Liguillas. Sechs Mannschaften konnten sich einmal für die Liguilla qualifizieren und fünf Mannschaften gelang die Qualifikation zweimal. Erfolgreichste Teams waren der Club Deportivo Guadalajara und der Club de Fútbol Pachuca. Beide gewannen je einen Titel und scheiterten im anderen Turnier im Halbfinale. Ähnlich erfolgreich war der Club América, der in der Clausura bis ins Finale vorstieß und bereits in der Apertura das Halbfinale erreicht hatte.

## Liguillas der Apertura 2006

### Repechaje (Qualifikation)
|                          | Gesamt |                     | Hinspiel | Rückspiel |
| ------------------------ | ------ | ------------------- | -------- | --------- |
| Tiburones Rojos Veracruz | 1:6    | Chivas Guadalajara  | 1:2      | 0:4       |
| Jaguares de Chiapas      | 1:2    | Deportivo Toluca FC | 1:0      | 0:2       |

Die zuletzt in der Saison 2003/04 ausgetragene Repechaje war mit Reduzierung der Liga auf 18 Mannschaften in der Saison 2004/05 abgeschafft worden, weil der Modus insofern umgestellt wurde, als in drei Gruppen zu je sechs Mannschaften gespielt wurde, von denen sich jeweils die beiden besten Mannschaften sowie die beiden punktbesten Drittplatzierten für die Liguilla qualifizierten. In der Saison 2006/07 qualifizierten sich alle drei Drittplatzierten sowie der punktbeste Viertplatzierte für die zwischengeschaltete Qualifikationsrunde und deren Sieger für das Viertelfinale der Liguilla. Interessant hierbei ist, dass sich die beiden Qualifikanten im Finale gegenüberstanden!

### Viertelfinale
|                    | Gesamt |                     | Hinspiel | Rückspiel |
| ------------------ | ------ | ------------------- | -------- | --------- |
| Chivas Guadalajara | 4:2    | Cruz Azul           | 2:0      | 2:2       |
| CF Monterrey       | 1:2    | Deportivo Toluca FC | 0:0      | 1:2       |
| CF Atlas           | 4:6    | Club América        | 1:3      | 3:3       |
| CF Pachuca         | 2:1    | UNAM Pumas          | 1:1      | 1:0       |

### Halbfinale
|                    | Gesamt |                     | Hinspiel | Rückspiel |
| ------------------ | ------ | ------------------- | -------- | --------- |
| CF Pachuca         | 1:2    | Deportivo Toluca FC | 1:1      | 0:1       |
| Chivas Guadalajara | 2:0    | Club América        | 2:0      | 0:0       |

### Finale
|                    | Gesamt |                     | Hinspiel | Rückspiel |
| ------------------ | ------ | ------------------- | -------- | --------- |
| Chivas Guadalajara | 3:2    | Deportivo Toluca FC | 1:1      | 2:1       |

## Liguillas der Clausura 2007

### Repechaje (Qualifikation)
|                  | Gesamt |             | Hinspiel | Rückspiel |
| ---------------- | ------ | ----------- | -------- | --------- |
| Santos Laguna    | 2:1    | San Luis FC | 0:1      | 2:0       |
| Monarcas Morelia | 1:1    | CF Atlas    | 1:1      | 0:0       |

Nach dem Gesamtergebnis von 1:1 setzt sich Atlas aufgrund der mehr erzielten Punkte (25) in der Liga gegenüber Morelia (22) durch.

### Viertelfinale
|               | Gesamt |                    | Hinspiel | Rückspiel |
| ------------- | ------ | ------------------ | -------- | --------- |
| UANL Tigres   | 3:6    | Chivas Guadalajara | 1:3      | 2:3       |
| UAG Tecos     | 0:2    | Cruz Azul          | 0:1      | 0:1       |
| Santos Laguna | 2:2    | CF Pachuca         | 1:1      | 1:1       |
| CF Atlas      | 4:7    | Club América       | 3:3      | 1:4       |

Pachuca setzt sich bei Gleichstand (2:2) gegenüber Santos Laguna durch, weil man in der Liga mehr Punkte erzielt hatte (36) als sein Kontrahent (22).

### Halbfinale
|              | Gesamt |                    | Hinspiel | Rückspiel |
| ------------ | ------ | ------------------ | -------- | --------- |
| Cruz Azul    | 1:3    | CF Pachuca         | 1:3      | −:−       |
| Club América | 2:0    | Chivas Guadalajara | 1:0      | 1:0       |

Cruz Azul wurde disqualifiziert, weil sie im Hinspiel den nicht spielberechtigten Salvador Carmona aufgeboten hatten. Daher wurde das Rückspiel nicht mehr ausgetragen.

### Finale
|              | Gesamt |            | Hinspiel | Rückspiel |
| ------------ | ------ | ---------- | -------- | --------- |
| Club América | 2:3    | CF Pachuca | 1:2      | 1:1       |

Wie in der Apertura wurde das Finale vom jeweiligen Meister auswärts gewonnen.